# Husmanns Brunnenschnecke
Husmanns Brunnenschnecke (Bythiospeum husmanni) ist eine sehr kleine Süßwasserschnecke aus der Familie der Wasserdeckelschnecken (Hydrobiidae), die rezent bisher ausschließlich im flussbegleitenden Grundwasserstrom der Ruhr nachgewiesen wurde. Sie kann nur in extrem sauberem und gleichmäßig kühlem Grundwasser überleben und stellt damit auch einen Indikator für die Unbedenklichkeit des Grundwassers zur Trinkwasserversorgung dar.

## Merkmale
Das Gehäuse ist schlank-turmförmig mit einem abgestumpften Apex. Es misst im Adultzustand 2,6 mm in der Höhe und 1 mm in der Breite und weist 5,5 Windungen auf, die recht gleichförmig zunehmen. Im frischen Zustand ist es durchsichtig, die Oberseite ist glatt. Der Mundsaum ist scharf und etwas erweitert. An der Spindelseite ist er umgeschlagen. Das Gehäuse kann mit einem Deckel (Operculum) verschlossen werden, der tief ins Gehäuse gezogen werden kann. Der Körper ist durchscheinend und gliedert sich in Eingeweidesack, Fuß zum Kriechen und Festheften und Kopf mit zwei dünnen Tentakeln. An der Basis des Kopfes markieren einige weißliche Pigmentkörnchen die Stelle der zurückgebildeten Augen. Die vordere Kopfpartie ist rüsselartig ausgebildet. Im hinteren Kopfbereich liegen zwei Zungenknorpel, an denen die Muskulatur der Reibzunge (Radula) ansetzt. Diese besitzt sieben Zähne pro Querreihe.

## Lebensweise und Geographische Verbreitung
Husmanns Brunnenschnecke lebt im Grundwasserstrom der Ruhr, im sauberen, kühlen und gleichmäßig temperierten Grundwasser. Die Tiere sitzen im Lückensystem des Grundwasserstroms auf Steinen und nehmen dort mit Hilfe der Raspelzunge organische Reste und Mikroorganismen von den Steinen auf. Die Art ist bisher nur aus einem sehr kleinen Gebiet im Ruhrgebiet nachgewiesen (Typlokalität: Schwerte bei Dortmund). Sie wurde aber kürzlich auch aus mittelalterlichen und prähistorischen Rheinablagerungen in der Provinz Gelderland (Niederlande) nachgewiesen.

## Systematik
Die Art wurde 1963 von Caesar-Rudolf Boettger unter dem Namen Paladilhiopsis husmanni erstmals wissenschaftlich beschrieben. Das Taxon wurde später in die Gattung Bythiospeum transferiert. Die Brunnenschnecken (Bythiospeum) bilden eine Artgruppe, deren jeweilige Artabgrenzung häufig noch völlig unklar ist. Husmanns Brunnenschnecke wurde molekulargenetisch untersucht und mit Arten aus Süddeutschland verglichen. Dabei wurde die Eigenständigkeit zumindest gegenüber den süddeutschen Arten eindeutig nachgewiesen.
Sie ist nach ihrem Entdecker Siegfried Husmann benannt.

## Gefährdung und Sonstiges
Husmanns Brunnenschnecke ist Weichtier des Jahres 2009. Das Kuratorium wollte mit dieser Wahl auf den wenig bekannten und zunehmend durch Umweltverschmutzung bedrohten Lebensraum des Grundwassers der Fluss- und Kiesschotter sowie der Karsthohlräume aufmerksam machen. Außerdem sollte der Forschungsbedarf für die wenig bekannten Arten der Brunnenschnecken hingewiesen werden. 
Nach der "Rote(n) Liste der Binnenmollusken [Schnecken (Gastropoda) und Muscheln (Bivalvia)] in Deutschland" ist Husmanns Brunnenschnecke in ihrem Bestand stark gefährdet. 

## Online
- Weichtier des Jahres 2009 (Flyer, PDF; 488 kB)